# Lahad Datu
Lahad Datu es una ciudad y un distrito de Malasia. Se encuentra en el oriente del estado de Sabah, en la zona insular de Borneo sptentrional. En el censo de 2000 registró una población de 156.059 habitantes. Algunos productos derivados de las plantaciones en sus inmediaciones son cocoa, aceite de palma y madera para construcción. Cuenta con un aeropuerto para vuelos internos.
Se cree que hubo una asentamiento humano en el siglo XV, a mediad que las excavaciones han sacado a la luz cerámicas chinas de la dinastía Ming. Al oriente, en el poblado de Tunku, hubo en el siglo XIX una notable base de lanun (piratas) y de comerciantes de esclavos.
La localidad es asimismo el hogar de los malayos de las Islas Coco, cuando en los años 1950 el archiíélago pasó a conformar Australia.